# Gambetto lettone
Il gambetto lettone conosciuto anche come gambetto Greco o controgambetto lettone è un'apertura di scacchi, considerata dubbia, derivante dalle mosse:
1. e4 e5
2. Cf3 f5

Il primo giocatore ad utilizzarla con successo fu Gioacchino Greco, dopodiché quest'apertura cadde in disuso fino agli studi del lettone Karl Behting nei primi anni del '900, che scoprì interessanti varianti per il Nero. Il nome "gambetto lettone" (Latvian gambit) fu reso ufficiale dalla FIDE nel congresso del 1937. 
Ad alto livello quest'apertura non compare pressoché mai, dato che una sufficiente preparazione teorica può sventare gli attacchi portati da questo gambetto.

## Analisi
La continuazione più analizzata è:
3.Ac4 fxe4
4.Cxe5 Dg5
5.d4 Dxg2
6.Dh5+
con grande vantaggio del Bianco che non dovrebbe avere problemi a vincere.
Naturalmente il nero può giocare meglio con 3.. Cf6 (invece che fxe4) 4.d4 fxe4 5.Cxe5 d5 6. Ab3 Ae6 7. Ag5 Ae7 8. 0-0 0-0 9. f3 exf3 10. Txf3 Cbd7 11.De1 Cxe5 12. Dxe5 Dd7 13. Te3 Rf7 14.Tf3 Rg6! 15 Te3 Tae8 16 Dxe6 Dxe6 17. Txe6 Rxg5 con parità
Ciononostante questo non è il seguito più giocato, dato che solitamente si propende per la serie di mosse:
3.Cxe5 Df6
4.Cc4 fxe4
5.Cc3 Dg6
che risulta più tranquilla ma porta comunque il Nero alla sconfitta.
Recentemente è anche stato studiato il seguito 3.Cc3 Cf6 4 Ac4 con le possibili continuazioni:
4 ... Cc6
4 ... c6
4 ... h6
Anche questo tentativo, però, sembra non convincere.